# Peter Ederveen
Peter Ederveen est un footballeur néerlandais né le 14 avril 1983, et qui joue au club néerlandais de Noordwijk.